# Семечкин, Павел Петрович
Павел Петрович Семечкин (1815—1868) — русский художник-акварелист, академик Императорской Академии художеств.

## Биография

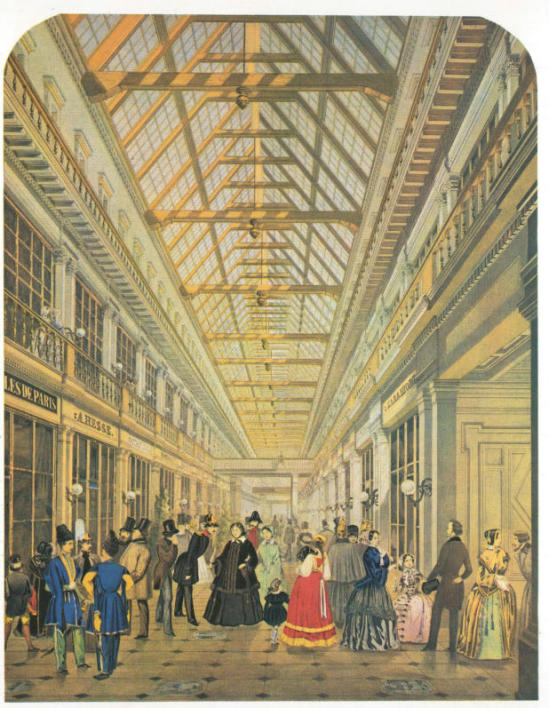
П. П. Семечкин
«Интерьер Санкт-Петербургского Пассажа»

Сын титулярного советника. Учился в Императорской Академии художеств (1824—1836). Получил медали Академии: малая серебряная медаль (1829), малая серебряная (1833) за рисунок с натуры, малая серебряная (1836). Получил звание художника XIV класса (1836).
Был признан «назначенным в академики» (1841). Удостоен звания академика акварельной живописи (1851).
Семечкин был приглашён для доработки книги под названием «Сцены из вседневной жизни. Рисунки П. А. Федотова». Книга вышла в Санкт-Петербурге в 1857 году, уже после смерти художника П. А. Федотова. На рисунках Федотова внизу подписи Семечкина, который подрисовал к рисункам обстановку и огрубил черты набросков.

Иллюстрации из книги «Сцены из вседневной жизни»
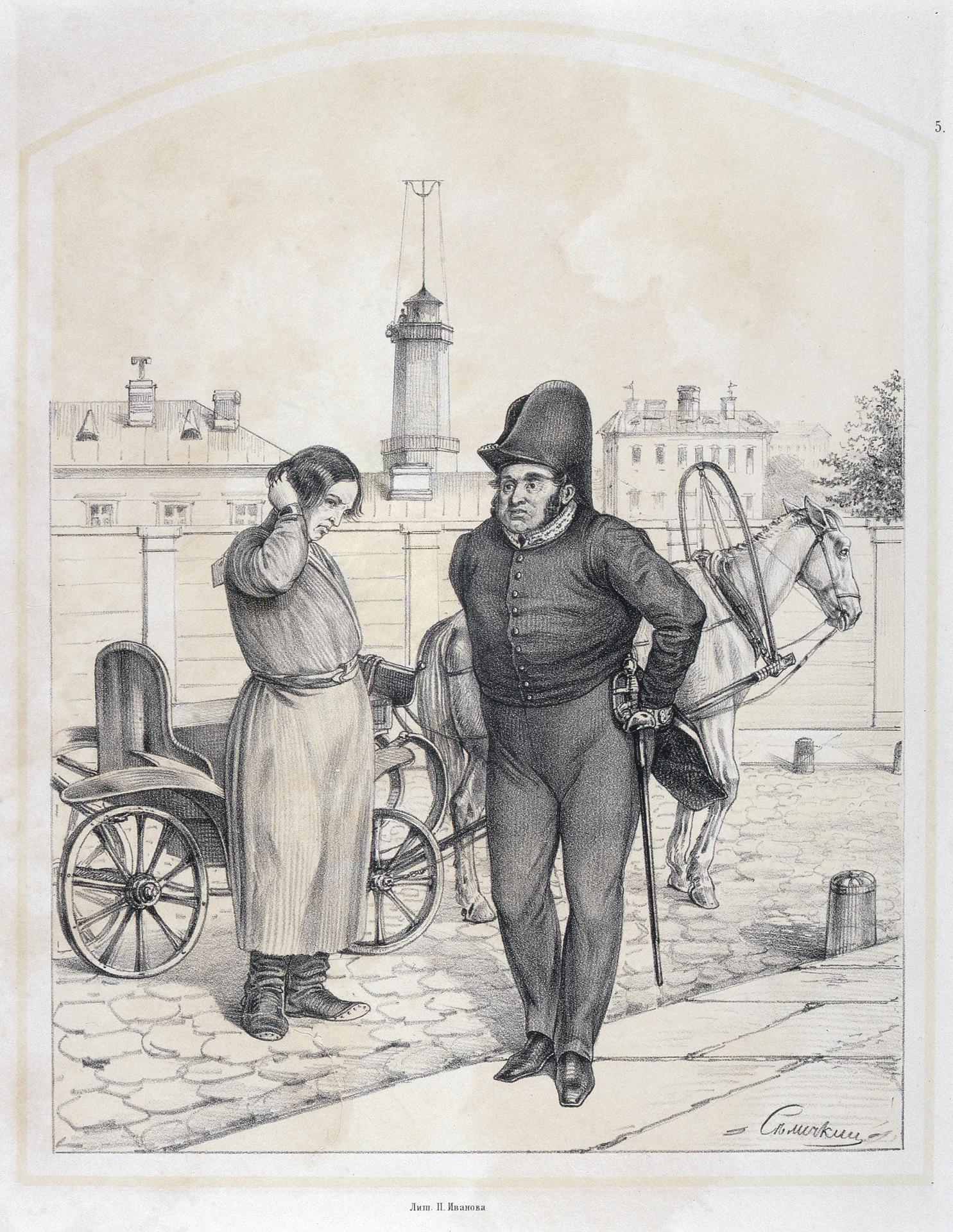
«Ах, братец, кошелек дома забыл»
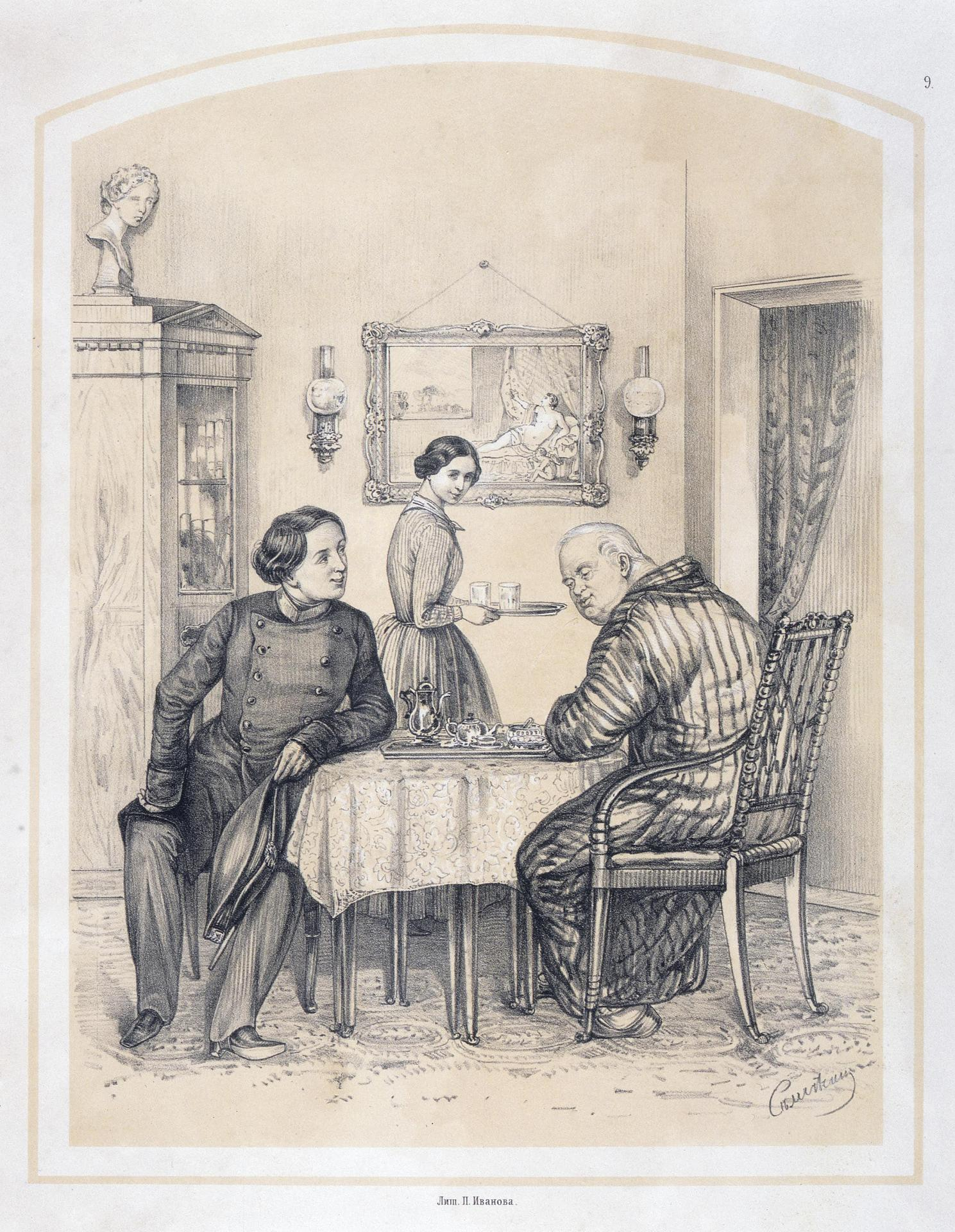
«Сговор»